# Andrew Oliver (Archäologe)
Andrew Oliver, Jr. (* 1936) ist ein US-amerikanischer Klassischer Archäologe.
Nach dem Abschluss an der Harvard University 1958 arbeitete Andrew Oliver von 1960 bis 1970 am Greek and Roman Department des Metropolitan Museum of Art, zunächst als Assistant curator, später als Associate curator. Von 1973 bis 1974 arbeitete er am Brooklyn Museum. 1974 erhielt er den M.A. mit der Arbeit The Reconstruction of Two Apulian Tomb Groups am Institute of Fine Arts der New York University. Von 1975 bis 1981 war er Direktor des Textile Museum in Washington, D.C. Von 1982 bis 1994 war er Director of the Museum Programm des National Endowment for the Arts. 
Er war verheiratet mit der Klassischen Archäologin Diana Buitron-Oliver.

## Veröffentlichungen (Auswahl)
- Persian Export Glass. In: Journal of Glass Studies. 1970, S. 9–16.

| Personendaten    | Personendaten                              |
| ---------------- | ------------------------------------------ |
| NAME             | Oliver, Andrew                             |
| ALTERNATIVNAMEN  | Oliver, Andrew junior (vollständiger Name) |
| KURZBESCHREIBUNG | US-amerikanischer Klassischer Archäologe   |
| GEBURTSDATUM     | 1936                                       |